# Julie Kovářová
Julie Kovářová (née Jášová le 14 septembre 1987 à České Budějovice) est une joueuse tchèque de volley-ball. Elle mesure 1,79 m et joue au poste de libero. Elle totalise 41 sélections en équipe de République tchèque. 

## Clubs
| Club                       | De        | À         |
| -------------------------- | --------- | --------- |
| Slavia PF České Budějovice |           | 2003-2004 |
| SK Slavia Praha            | 2004-2005 | 2004-2005 |
| VK Královo Pole Brno       | 2005-2006 | 2009-2010 |
| VT Aurubis Hamburg         | 2010-2011 | 2012-2013 |
| VK Prostějov               | 2013-2014 | 2017-2018 |
| SK UP Olomouc              | 2018-2019 | …         |

## Palmarès

### Équipe nationale
- Ligue européenne
  - Vainqueur : 2012.

### Clubs
- Championnat de République tchèque
  - Vainqueur : 2014, 2015, 2016, 2017, 2018, 2019.
  - Finaliste : 2006.
- Coupe de République tchèque
  - Vainqueur: 2014, 2015, 2016, 2018, 2019.
  - Finaliste : 2017.

### Distinctions individuelles
- Ligue européenne de volley-ball féminin 2012: Meilleure libero.